# Matías Boeker
Matías Boeker (Buenos Aires, 11 de diciembre de 1980) es un extenista profesional estadounidense nacido en Argentina.

## Carrera profesional
Jugando para la Universidad de Georgia en 2001, Boeker se convirtió en el tercer jugador en la historia de la NCAA en ganar títulos individuales, dobles y por equipos de la División I en el mismo año. Boeker, quien se asoció con Travis Parrott en los dobles, fue nombrado Atleta Masculino del Año de la Conferencia Sureste. En 2002 volvió a ganar el campeonato individual, para convertirse en la primera persona desde Mikael Pernfors en 1985 en ganar títulos consecutivos. Fue All-American en 2000, 2001 y 2002.
Boeker compitió en individuales y dobles masculinos en el Abierto de Estados Unidos de 2002. Perdió en la primera ronda de individuales ante Thomas Enqvist y también fue derrotado en la primera ronda de dobles (con Robby Ginepri) ante Wayne Arthurs y Andrew Kratzmann.
Después de retirarse, Boeker se graduó en 2007 con un título en Negocios Internacionales. Obtuvo su doble título (MBA y MA en Estudios Internacionales) en 2014 de la Wharton School of Business de la Universidad de Pensilvania.
En 2017 la Universidad de Georgia lo nombró miembro del Salón de la Fama de la Asociación de Tenis Intercolegial.

## Títulos de la NCAA

### Singles: (2)
| N.º | Año  | Oponente en la final    | Puntuación en la final |
| --- | ---- | ----------------------- | ---------------------- |
| 1.  | 2001 | Brian Vahaly (Virginia) | 6–2, 6–4               |
| 1.  | 2002 | Jesse Witten (Kentucky) | 7–5, 6–0               |

### Dobles: (1)
| N.º | Año  | Pareja         | Rivales en la final                                                  | Puntuación en la final |
| --- | ---- | -------------- | -------------------------------------------------------------------- | ---------------------- |
| 1.  | 2001 | Travis Parrott | Johan Brunstrom (Metodista del Sur) Jon Wallmark (Metodista del Sur) | 6–4, 7–5               |

## Títulos de Challenger

### Singles: (1)
| N.º | Año  | Torneo                    | Superficie | Oponente en la final | Puntuación en la final |
| --- | ---- | ------------------------- | ---------- | -------------------- | ---------------------- |
| 1.  | 2004 | Lexington, Estados Unidos | Difícil    | Jesse Witten         | 6–2, 4–6, 7–6 (7–5)    |

### Dobles: (2)
| N.º | Año  | Torneo                      | Superficie | Pareja     | Rivales en la final        | Puntuación en la final |
| --- | ---- | --------------------------- | ---------- | ---------- | -------------------------- | ---------------------- |
| 1.  | 2004 | Tallahassee, Estados Unidos | Difícil    | Noam Okun  | Mark Hlawaty Brad Weston   | 6–7 (3–7), 6–3, 6–4    |
| 2.  | 2004 | Lexington, Estados Unidos   | Difícil    | Amer Delic | Duro Mankad Jason Marshall | 7-5, 6-4               |